# Tournoi de tennis d'Antico Tiro a Volo
Le tournoi de tennis d'Antico Tiro a Volo est un tournoi de tennis féminin du circuit professionnel WTA qui se joue sur terre battue en extérieur.
Il est initialement créé en 2025, pour rejoindre les tournois classés en WTA 125.

## Palmarès

### Simple
| No | Date       | Nom et lieu du tournoi         | Catégorie | Dotation  | Surface      | Vainqueure     | Finaliste           | Score         |         |
| -- | ---------- | ------------------------------ | --------- | --------- | ------------ | -------------- | ------------------- | ------------- | ------- |
| 1  | 14-07-2025 | ATV Bancomat Tennis Open, Rome | WTA 125   | 115 000 $ | Terre (ext.) | Petra Marčinko | Oksana Selekhmeteva | 6-3, 4-6, 6-3 | Tableau |

### Double
| No | Date       | Nom et lieu du tournoi        | Catégorie | Dotation  | Surface      | Vainqueures             | Finalistes                           | Score            |         |
| -- | ---------- | ----------------------------- | --------- | --------- | ------------ | ----------------------- | ------------------------------------ | ---------------- | ------- |
| 1  | 14-07-2025 | ATV Bancomat Tennis Open Rome | WTA 125   | 115 000 $ | Terre (ext.) | Cho I-hsuan Cho Yi-tsen | Ekaterine Gorgodze Darja Semeņistaja | 4-6, 6-4, [10-6] | Tableau |